# Siły polskie w powstaniu warszawskim

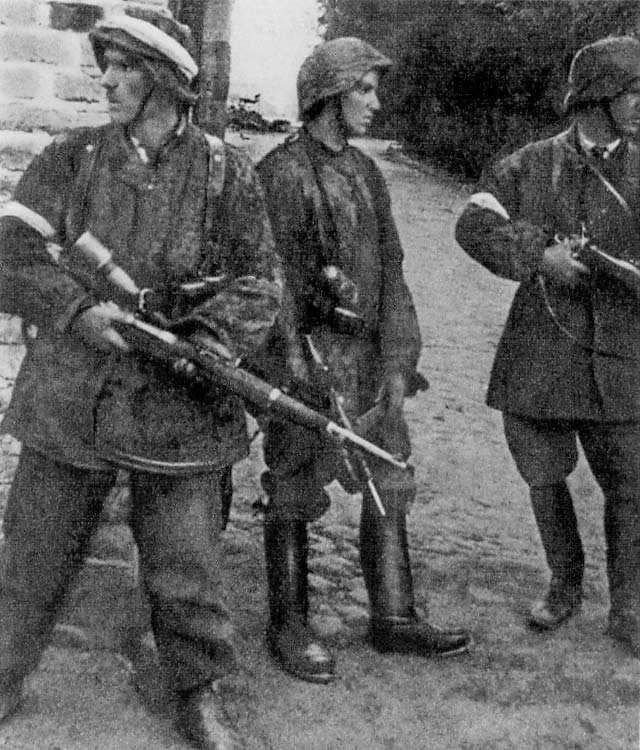
Żołnierze Batalionu „Zośka”

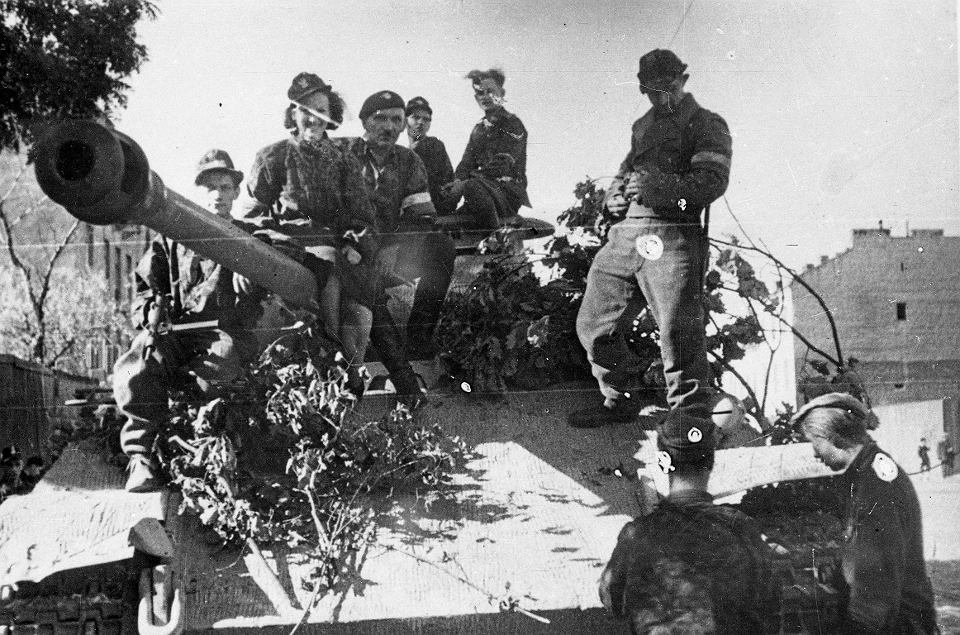
Zdobyczna „Pantera” należąca do plutonu pancernego „Wacek”

Siły polskie w powstaniu warszawskim – opis struktury, liczebności i uzbrojenia oddziałów Armii Krajowej oraz pozostałych polskich formacji zbrojnych, uczestniczących w powstaniu warszawskim 1944 roku.

## Dowódcy powstania

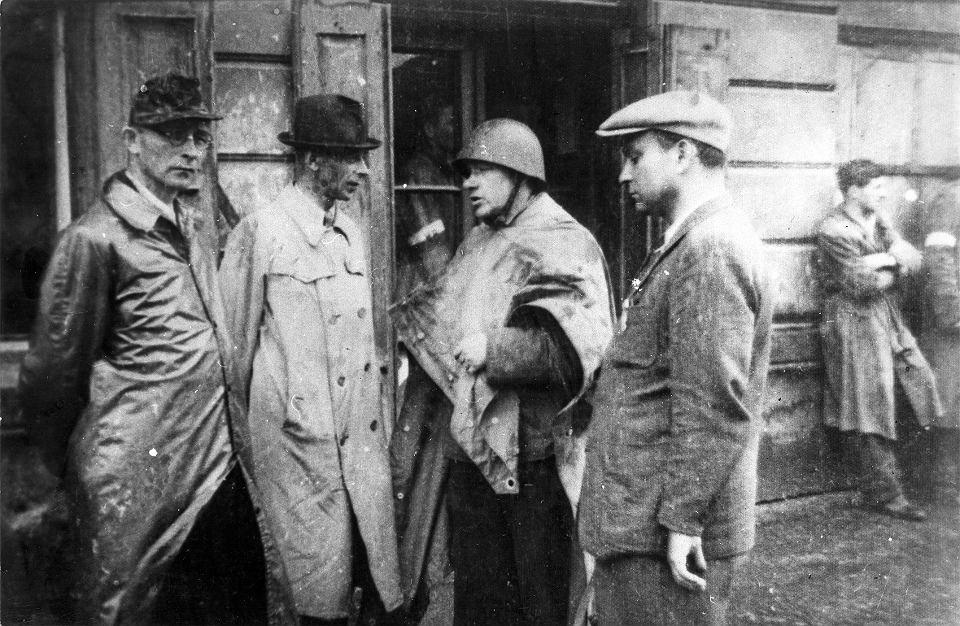
Generał „Bór” (drugi z lewej) podczas odprawy w okolicach fabryki Kamlera na Woli (4.08.1944)

Powstanie warszawskie zostało rozpoczęte z inicjatywy dowództwa Armii Krajowej (podziemnej armii podległej Rządowi RP na uchodźstwie). Oddziały AK stanowiły także trzon oddziałów powstańczych przez cały okres bitwy o stolicę. W momencie wybuchu powstania Komenda Główna AK ulokowała swoją siedzibę w fabryce mebli Kamlera na Woli. Obsada personalna najważniejszych elementów sztabu Komendy Głównej była następująca (stan na 1 sierpnia 1944):
- generał Tadeusz Komorowski „Bór” – komendant główny AK;
- generał Tadeusz Pełczyński „Grzegorz” – szef sztabu KG AK;
- generał Leopold Okulicki „Kobra” – I zastępca szefa sztabu KG AK;
- pułkownik Janusz Bokszczanin „Sęk” – II zastępca szefa sztabu KG AK;
- podpułkownik Antoni Sanojca „Kortum” – szef oddziału I (organizacyjnego);
- pułkownik Kazimierz Iranek-Osmecki „Heller” – szef oddziału II (wywiadowczego);
- pułkownik Józef Szostak „Filip” – szef oddziału III (operacyjnego);
- pułkownik Kazimierz Pluta-Czachowski „Kuczaba” – szef oddziału V (łączność);
- pułkownik Jan Rzepecki „Prezes” – szef oddziału VI (Biuro Informacji i Propagandy).

O ile KG AK stanowiła najwyższy organ dowódczy armii podziemnej, o tyle na poziomie taktycznym działaniami oddziałów AK w trakcie powstania kierował w praktyce dowódca Okręgu Warszawskiego AK – pułkownik  Antoni Chruściel „Monter”. Funkcję szefa sztabu okręgu pełnił major Stanisław Weber „Chirurg”.

## Ordre de Bataillew dniu 1 sierpnia 1944

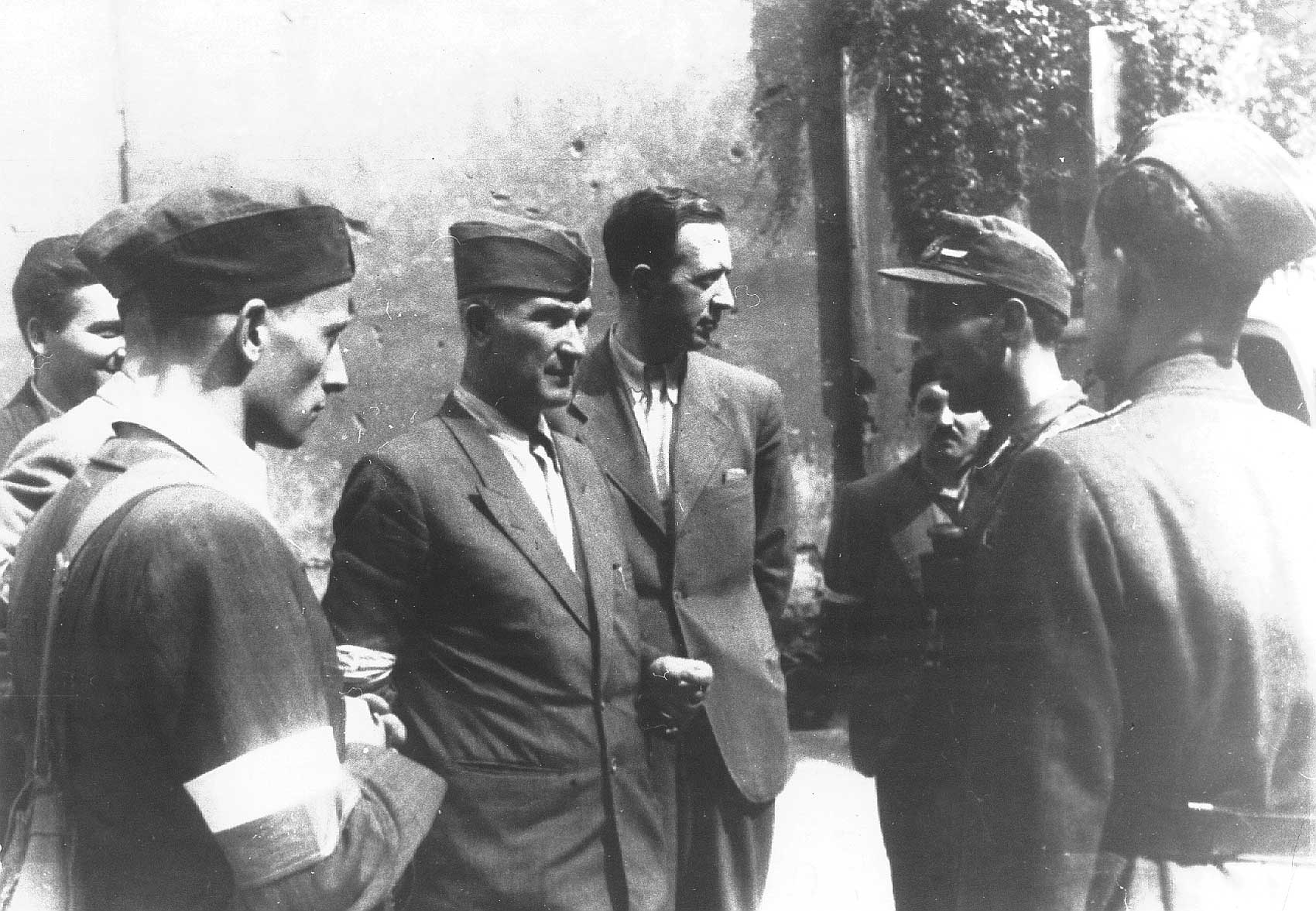
Pułkownik „Monter” (w środku) wraz oficerami BIP

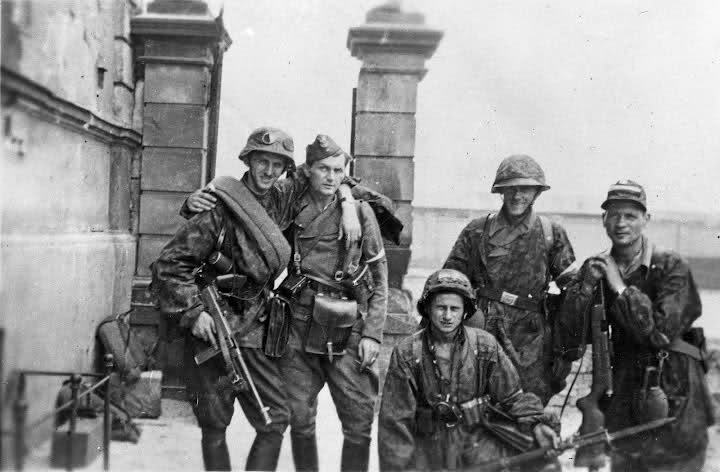
Żołnierze Kolegium „A” – jednostki Kedywu Okręgu Warszawskiego AK

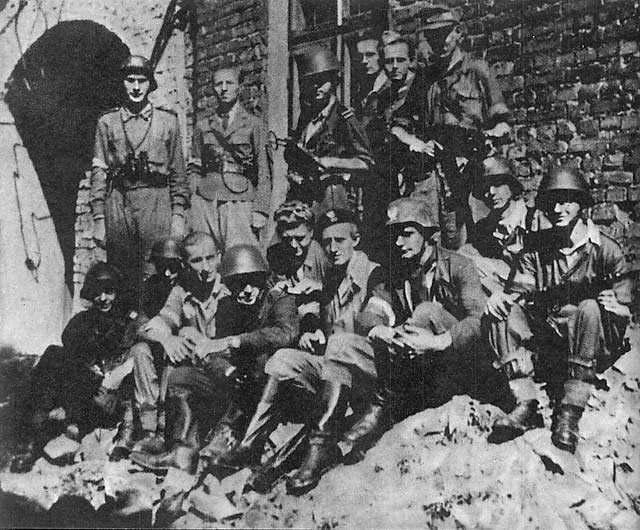
Żołnierze Batalionu Golski

W momencie wybuchu powstania warszawskiego do walki przystąpiły zarówno oddziały Armii Krajowej, jak też członkowie tych organizacji konspiracyjnych, które pozostawały niezależne od władz Polskiego Państwa Podziemnego.

### Armia Krajowa
1 sierpnia 1944 do walki o stolicę wyruszyły oddziały Okręgu Warszawskiego AK oraz jednostki dyspozycyjne podległe bezpośrednio Komendzie Głównej AK.
Okręgiem Warszawskim AK dowodził pułkownik  Antoni Chruściel „Monter”. Podległe mu oddziały przystępowały do boju w ramach zgrupowań w poszczególnych obwodach. W ujęciu bardziej szczegółowym były to:
- Obwód I „Śródmieście” pod dowództwem podpułkownika Franciszka Pfeiffera „Radwana” (ok. 13 tys. żołnierzy);
- Obwód II „Żoliborz” pod dowództwem podpułkownika Mieczysława Niedzielskiego „Żywiciela” (ok. 2460 żołnierzy);
- Obwód III „Wola” pod dowództwem podpułkownika Jana Tarnowskiego „Waligóry” (ok. 2500 żołnierzy);
- Obwód IV „Ochota” pod dowództwem podpułkownika Mieczysława Sokołowskiego „Grzymały” (ok. 2000 żołnierzy);
- Obwód V „Mokotów” pod dowództwem podpułkownika Aleksandra Hrynkiewicza „Przegonii” (ok. 2500 żołnierzy);
- Obwód VI „Praga” pod dowództwem podpułkownika Antoniego Żurowskiego „Bobera” (ok. 8820 żołnierzy);
- Obwód VII „Obroża” (powiat warszawski) pod dowództwem majora Kazimierza Krzyżaka „Bronisława” (ok. 11 tys. żołnierzy);
- VIII samodzielny rejon „Okęcie” pod dowództwem majora Stanisława Babiarza „Wysockiego” (ok. 1200 żołnierzy).

Do tego należy doliczyć także jednostki podlegające bezpośrednio dowódcy Okręgu Warszawskiego AK – tj. Batalion NOW-AK „Antoni” i Batalion harcerski „Wigry” (tworzące tzw. Zgrupowanie „Paweł”, które stanowiło odwód Okręgu), Kedyw Okręgu Warszawskiego AK, jednostki saperskie, jednostki łączności itp. Wyżej wymienione oddziały – znajdujące się pod ogólnym dowództwem podpułkownika Franciszka Rataja „Pawła” – liczyły ok. 1850 żołnierzy. Ponadto w skład obwodu VII „Obroża” wszedł liczący ok. 840 żołnierzy oddział partyzancki podporucznika „Doliny” (Adolf Pilch), który wycofując się przed Armią Czerwoną dotarł do Puszczy Kampinoskiej aż z Nowogródczyzny. 
Jednostkami dyspozycyjnymi podległymi bezpośrednio Komendzie Głównej AK były natomiast:
- Oddziały Kedywu KG AK dowodzone przez podpułkownika Jana Mazurkiewicza „Radosława”. Tworzyły one tzw. Zgrupowanie „Radosław”, które liczyło ok. 2300 żołnierzy. Kedyw został rozlokowany w dzielnicy Wola, gdzie Komenda Główna AK zamierzała ulokować swoją siedzibę;
- Pułk „Baszta” dowodzony przez podpułkownika Stanisława Kamińskiego „Daniela”. Pułk liczył ok. 2200 żołnierzy. Został rozlokowany w dzielnicy Mokotów i podlegał dowódcy tamtejszego obwodu AK.

Z wyliczeń generała Jerzego Kirchmayera wynika, że ogólny stan liczebny jednostek AK w Warszawie wynosił ok. 50 tys. zaprzysiężonych żołnierzy (mężczyzn i kobiet) – z czego ok. 45 281 służyło w jednostkach Okręgu Warszawskiego AK, ok. 2300 w szeregach Kedywu, a kolejnych 2200 w Pułku „Baszta”. Według tego samego źródła w ramach okręgu funkcjonowało 800 plutonów AK (647 pełnych plutonów oraz 153 plutony „szkieletowe”) – w tym 198 plutonów Wojskowej Służby Ochrony Powstania. Poziom wyszkolenia żołnierzy był nierówny. Największą wartość bojową prezentowały zaprawione w potyczkach z Niemcami oddziały Kedywu oraz inne jednostki dyspozycyjne Okręgu lub KG AK. Pozostali żołnierze nie mieli na ogół świeżego doświadczenia bojowego, większość z nich brała jednak udział w wojnie obronnej 1939 roku.
W rzeczywistości tylko część żołnierzy weszła jednak do akcji w godzinie „W”. Wynikało to przede wszystkim z faktu, iż dowództwo AK skróciło czas mobilizacji do 12 godzin, przez co wielu żołnierzy nie zdążyło dotrzeć na czas do punktów zbiorczych. Dla przykładu w Śródmieściu, gdzie stawiennictwo było stosunkowo najwyższe, do oddziałów dotarło nieco ponad 60% żołnierzy. Podobnie wyglądało stawiennictwo na Mokotowie. Z kolei na Woli i Pradze do oddziałów dotarło zaledwie ok. 40% żołnierzy (dotyczy to również oddziałów Kedywu KG AK). Z obliczeń autorów opracowania „Polskie Siły Zbrojne w drugiej wojnie światowej” wynika, że 1 sierpnia 1944 zmobilizowano łącznie ok. 36 500 żołnierzy AK – w tym ok. 32 500 w Warszawie oraz ok. 4 tys. na terenach podmiejskich. Z kolei Jerzy Kirchmayer oceniał, że do walki przystąpiło ok. 23 tys. żołnierzy AK (plus ok. 1800 członków pozostałych organizacji podziemnych). 
Biorąc pod uwagę straty poniesione przez powstańców w pierwszym dniu walki oraz fakt, iż część jednostek AK uległa wówczas rozwiązaniu lub przeszła do podwarszawskich lasów, Kirchmayer oceniał, że stan bojowy sił polskich przeciętnie w ciągu całego powstania wynosił od 25 tys. do 28 tys. żołnierzy. Z kolei w ocenie pułkownika Adama Borkiewicza przez oddziały polskie przewinęło się w okresie powstania ok. 50 tys. żołnierzy (nie licząc zaprzysiężonych, którzy nie wzięli udziału w walkach). Z tej liczby ok. 10 tys. żołnierzy odpadło już w pierwszych dniach powstania (oddziały z Mokotowa, Ochoty, Pragi i powiatu warszawskiego), natomiast 1300 przybyło do stolicy spoza terenów Okręgu Warszawskiego AK.

### Inne ugrupowania
Pewne trudności budzi ustalenie liczebności oddziałów bojowych wystawionych podczas powstania przez organizacje konspiracyjne działające niezależnie od Armii Krajowej. Jerzy Kirchmayer oceniał, że 1 sierpnia 1944 dysponowały one w Warszawie siłami o łącznej liczbie ok. 1800 żołnierzy. Z kolei zdaniem Adama Borkiewicza liczyły one ok. 2 tys. ludzi – przy czym jego zestawienie nie uwzględnia żołnierzy Narodowych Sił Zbrojnych. W ujęciu bardziej szczegółowym w powstaniu wzięły udział:
- jednostki obwodu stołecznego Armii Ludowej, dowodzone przez majora Bolesława Kowalskiego „Ryszarda” (od 270[15] do 800[14] żołnierzy);
- jednostki Narodowych Sił Zbrojnych, dowodzone przez pułkownika Spirydiona Koiszewskiego „Topora” (od 740[15] do 3500[16] żołnierzy);
- jednostki Korpusu Bezpieczeństwa, dowodzone przez pułkownika Leona Korzewnikjanca „Doliwę” (od 620[15] do 700[14] żołnierzy);
- jednostki Polskiej Armii Ludowej, dowodzone przez pułkownika Juliana Skokowskiego „Zaborskiego” (od 120[15] do 500[14] żołnierzy).

Oddziały złożone z członków tych organizacji pozostawały taktycznie podporządkowane dowództwu AK. Na mocy porozumienia wojskowego zawartego w dniach 14 i 15 września 1944 utworzono Połączone Siły Zbrojne AL, PAL i KB. Ich dowódcą został pułkownik Julian Skokowski „Zaborski” (PAL), podczas gdy funkcję jego zastępców pełnili major Józef Małecki „Sęk” (AL) oraz pułkownik Leon Korzewnikjanc „Doliwa” (KB).

## Struktury bojowe w trakcie powstania

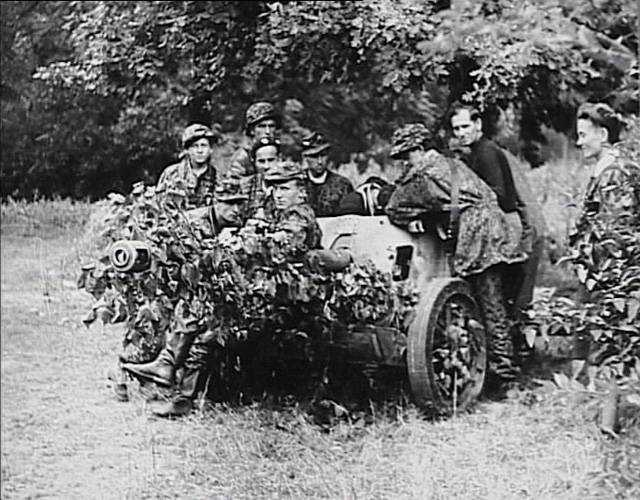
Żołnierze Kompanii „Leśnik” z działkiem przeciwpancernym 5 cm PaK 38. Ogród Krasińskich

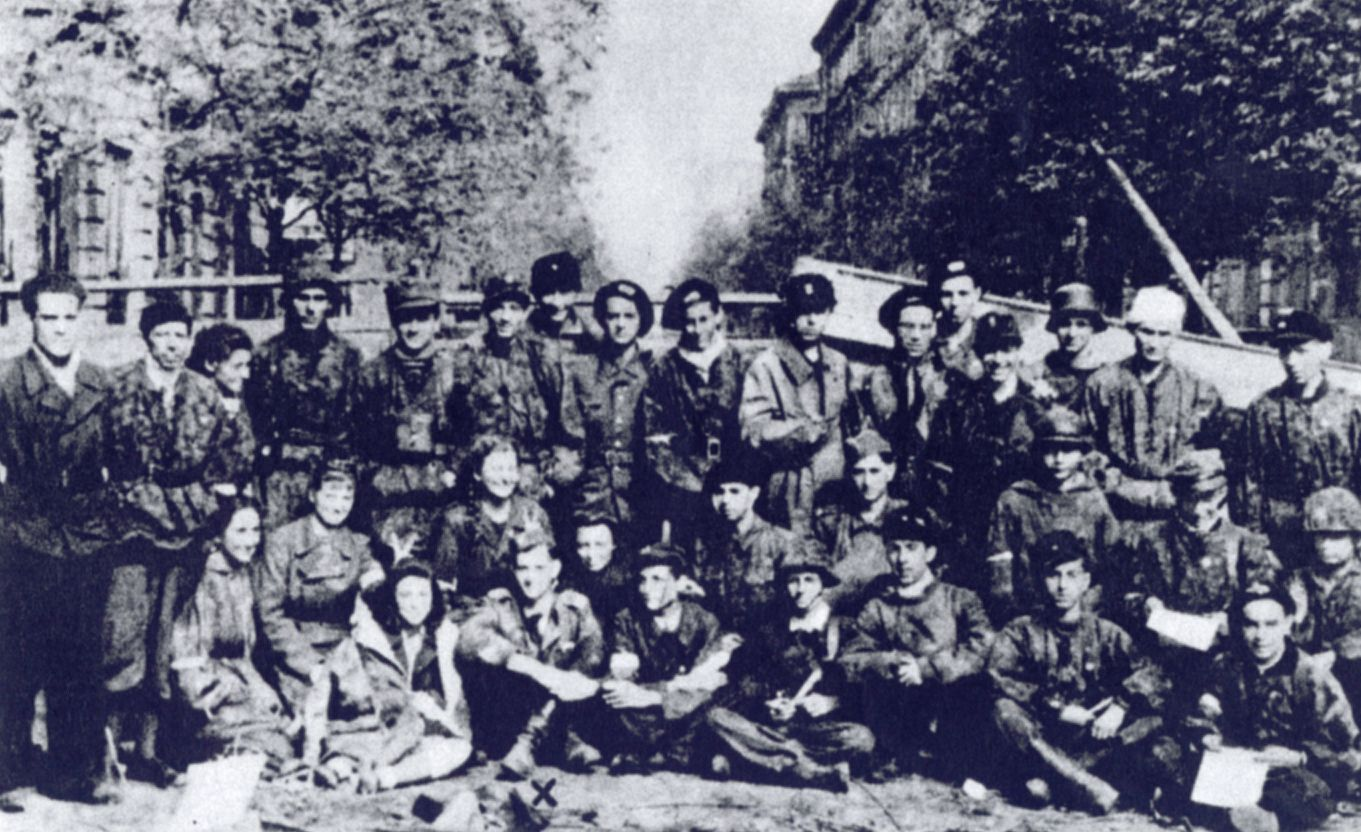
Żołnierze Batalionu „Gustaw”

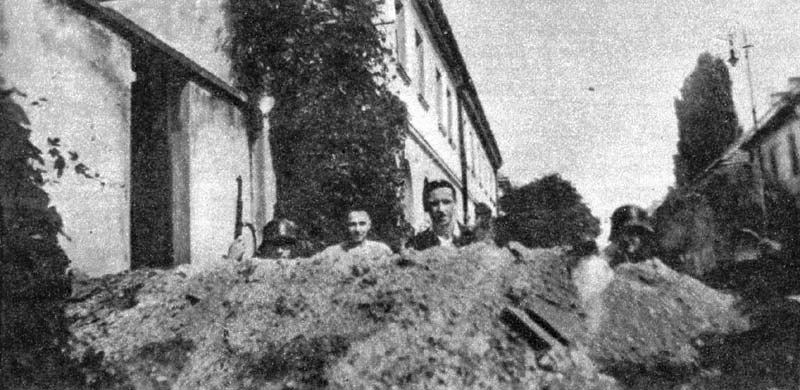
Żołnierze Zgrupowania „Żaglowiec”

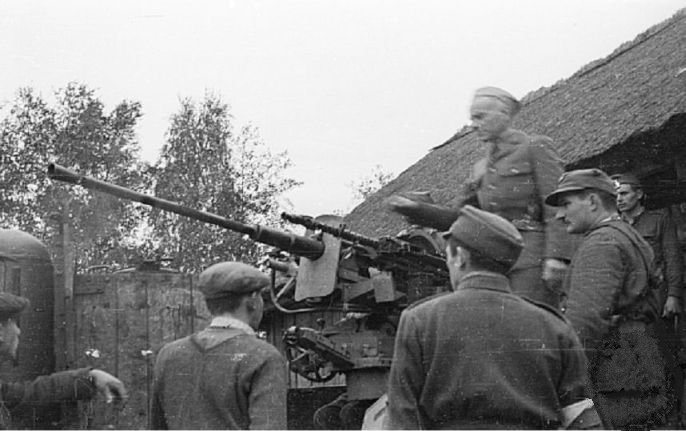
Major „Okoń” wśród żołnierzy Grupy „Kampinos”

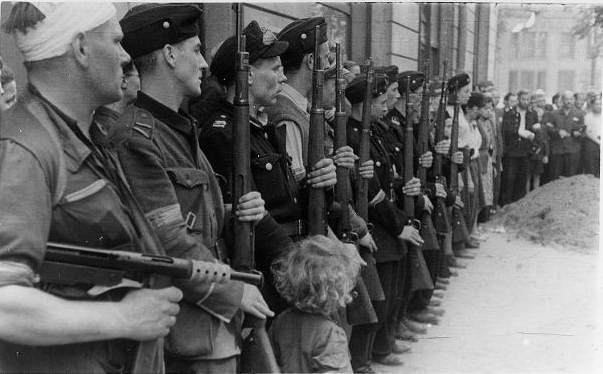
Żołnierze Batalionu „Kiliński”

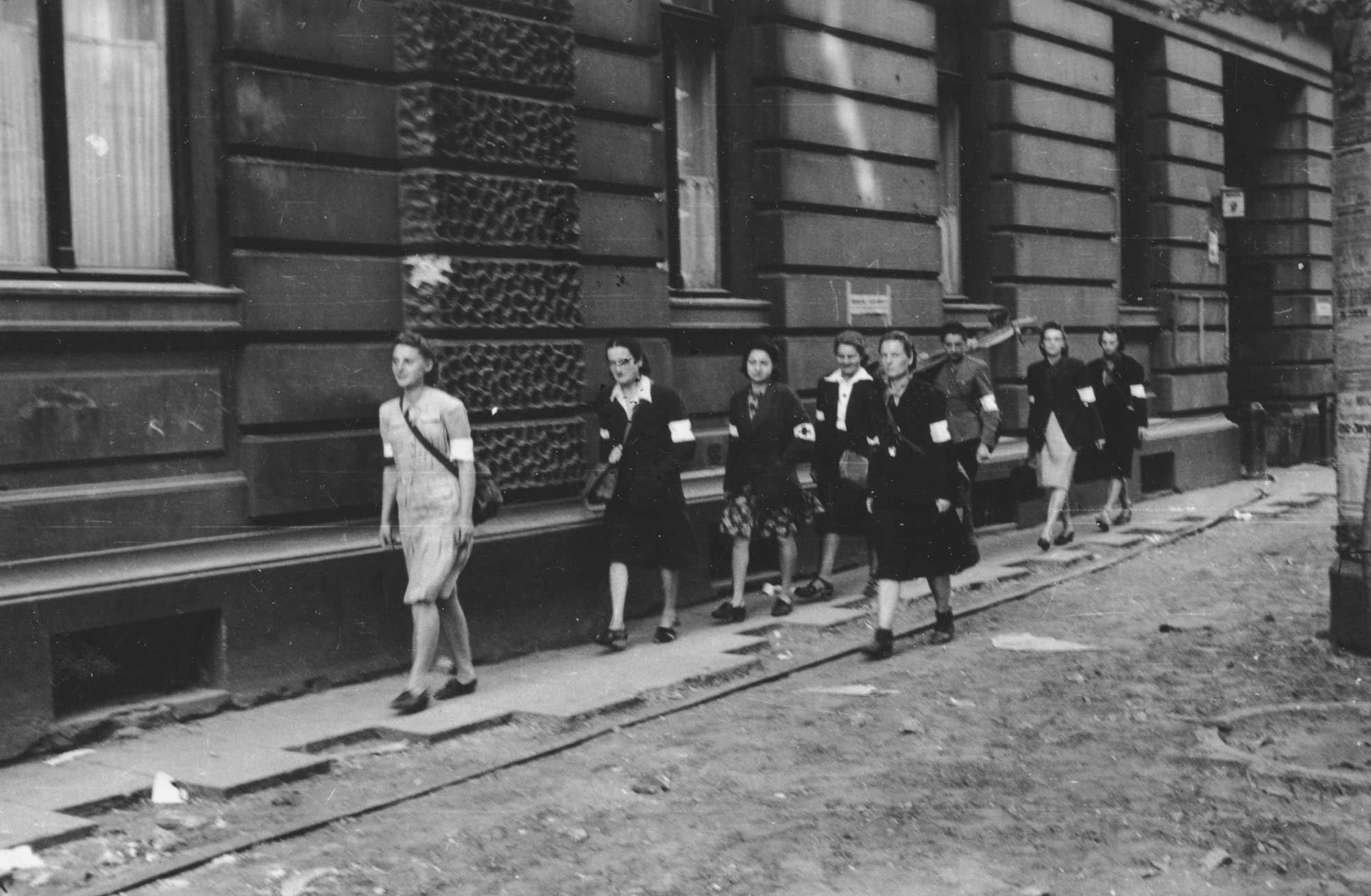
Wymarsz patrolu sanitarnego Wojskowej Służby Kobiet

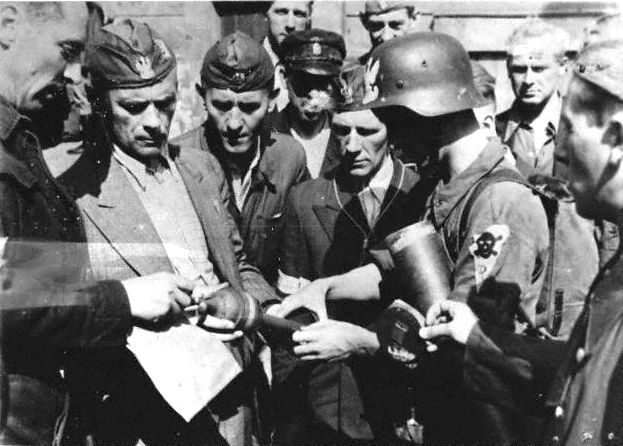
Kapitan „Krybar” wraz z żołnierzami swojego zgrupowania

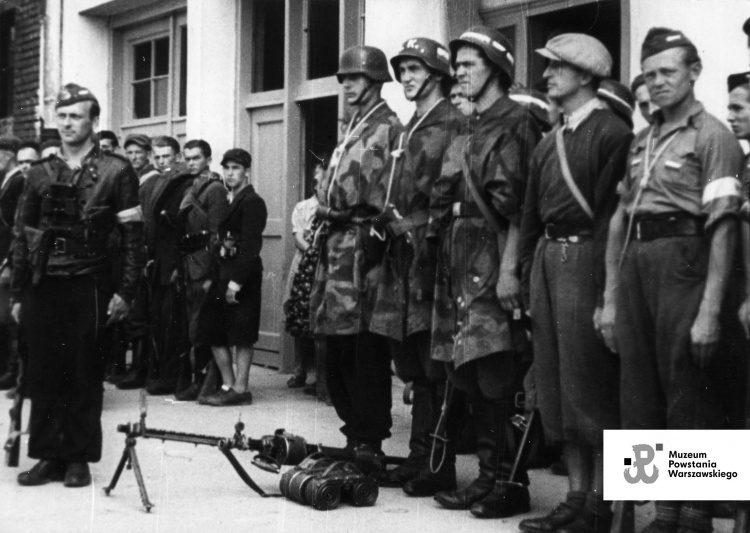
Żołnierze Zgrupowania „Ryś”. Mokotów

W trakcie powstania struktura polskich oddziałów wielokrotnie ulegała przekształceniu. Już 5 sierpnia 1944, wobec rysującego się rozbicia powstania na kilka odosobnionych ośrodków walki, pułkownik „Monter” podzielił Okręg Warszawski AK na trzy grupy – „Północ”, „Śródmieście” i „Południe”.

### Grupa „Północ”
Grupa „Północ” obejmowała oddziały powstańcze walczące na Starym Mieście, Żoliborzu oraz w Puszczy Kampinoskiej. Dowodził nią pułkownik Karol Ziemski „Wachnowski”. W szczytowym momencie Grupa „Północ” liczyła ok. 17 tys. żołnierzy – z czego 11 tys. walczyło na Starówce, 3 tys. na Żoliborzu, a kolejne 3 tys. w Puszczy Kampinoskiej. W dniach 1–2 września 1944 główne siły grupy opuściły Stare Miasto i przeszły kanałami do Śródmieścia oraz na Żoliborz. Dwa dni później Grupa „Północ” została oficjalnie rozwiązana. W ujęciu bardziej szczegółowym struktura grupy była następująca.

#### Stare Miasto
- Batalion im. Walerego Łukasińskiego;
- Batalion im. Stefana Czarnieckiego (znany też jako Batalion „Gozdawa”);
- Zgrupowanie „Kuba”-„Sosna” (w składzie: Batalion „Nałęcz”, Kompania P 20 „Edward”, Kompania „Ryszard”, Kompania „Batory”, Pluton „Roja”, pluton milicji PPS, pluton NSZ);
- Zgrupowanie „Róg” (w składzie: Batalion „Gustaw”, Batalion „Dzik”, Batalion „Bończa”, Kompania Motorowa „Orlęta”, Kompania „Lubiec”, 104. Kompania Syndykalistów, Batalion „Wigry”, Batalion „Antoni”, Batalion AL „Czwartacy”);
- Zgrupowanie „Radosław” (w składzie: Brygada Dywersji „Broda 53”, Batalion „Czata 49”, Batalion „Miotła”, Batalion „Pięść”, Kompania „Leśnik”, Kompania „Waligóra”);
- odwód Grupy „Północ” (w składzie: Batalion „Chrobry I”, Brygada Dyspozycyjno-Zmotoryzowana NSZ „Koło”, Kompania Szturmowa „Wyrwy”).

#### Żoliborz
- Zgrupowanie „Żaglowiec”;
- Zgrupowanie „Żmija”;
- Zgrupowanie „Żyrafa”;
- Zgrupowanie „Żubr”;
- Zgrupowanie „Żniwiarz”[20];
- Zgrupowanie „Żbik”[20];
- kompania AL.

#### Puszcza Kampinoska
- Pułk „Palmiry”-„Młociny” (znany też jako Grupa „Kampinos”).

### Grupa „Śródmieście”
Grupa „Śródmieście” obejmowała oddziały powstańcze walczące w Śródmieściu Północnym, Śródmieściu Południowym oraz na Powiślu. Dowodził nią pułkownik Franciszek Pfeiffer „Radwan”. Wobec faktu, iż komunikacja pomiędzy północną a południową częścią Śródmieścia mogła odbywać się wyłącznie poprzez silnie ostrzeliwany przez Niemców wąski odcinek al. Jerozolimskich, walki faktycznie toczyły się w dwóch ośrodkach – właściwej Grupy „Śródmieście” obejmującej teren Śródmieścia Północnego, oraz Śródmieścia Południowego, które zostało wyodrębnione jako „Podobwód Śródmieście Południowe”. W szczytowym momencie Grupa „Śródmieście” liczyła ok. 23 tys. żołnierzy – z czego 13 tys. walczyło w Śródmieściu Północnym, 7600 w Śródmieściu Południowym, a kolejnych 2,5 tys. na Powiślu. W ujęciu bardziej szczegółowym struktura grupy była następująca.

#### Śródmieście-Północ
- Zgrupowanie „Chrobry II” (w składzie: Batalion „Lecha Żelaznego”, Batalion „Lecha Grzybowskiego”);
- Batalion „Rum”;
- Zgrupowanie „Gurt” (w składzie: Batalion „Gurt”, batalion WSOP, Zgrupowanie IV);
- Zgrupowanie „Kiliński”;
- Zgrupowanie „Harnasie” (w składzie: Grupa „Harnasie”, Kompania „Lewara”);
- Zgrupowanie „Bartkiewicz” (we wrześniu wzmocnione o ewakuowaną ze Starówki Kompanię „Gustaw”);
- Kompania „Wiktor”;
- Zgrupowanie „Hal” (znane też jako Batalion im. Sowińskiego);
- Oddziały dyspozycyjne (w składzie: Kolegium A, Kompania „Koszta”, Kompania „100” WSOP);
- Odwód Okręgu – Batalion KB (z powodu braku broni rozwiązany i przydzielony plutonami na poszczególne odcinki obrony).

#### Śródmieście-Południe
- Odcinek wschodni „Bogumił” (w składzie: Batalion „Ruczaj”, Batalion „Miłosz”, Zgrupowanie „Kryska”, Zgrupowanie „Siekiera”-„Tum”, jednostki PAL i AL);
- Odcinek północny „Sarna” (w składzie: Batalion „Bełt”, Batalion „Sokół”, Batalion PAL „Chrobry”);
- Odcinek zachodni „Golski” (w składzie: Batalion „Golski”, Kompania „Szafrański”);
- Odcinek południowy „Piorun” (Batalion „Zaremba”-„Piorun”);
- Odwód rejonu II (w składzie: Batalion „Iwo”, kompania ze Zgrupowania „Ubogi”).

#### Powiśle
- Zgrupowanie „Krybar” (w składzie: Batalion „Unia”, Batalion „Konrad”, Zgrupowanie „Elektrownia”)[a].

### Grupa „Południe”
Grupa „Południe” obejmowała oddziały powstańcze walczące w południowych dzielnicach Warszawy oraz w Lesie Kabackim i Lasach Chojnowskich. Dowodził nią pułkownik Stanisław Kamiński „Daniel”, zastąpiony pod koniec sierpnia 1944 przez podpułkownika Józefa Rokickiego „Karola”. W szczytowym momencie Grupa „Południe” liczyła ok. 6 tys. żołnierzy – z czego ok. 5 tys. walczyło na Mokotowie, a ok. 1000 stacjonowało w Lasach Chojnowskich. W ujęciu bardziej szczegółowym struktura grupy była następująca.

#### Mokotów
- Pułk „Baszta” (w składzie: Batalion „B”, Batalion „O”, Batalion „K”, 5. Zgrupowanie WSOP);
- Zgrupowanie „Ryś” (w składzie: Kompania „Gustaw”, Kompania „Krawiec”, Kompania „Granat”, pluton AL);
- Zgrupowanie „Oaza” (w składzie: Kompania „Grochów”, Szwadron „Jeżycki”, Kompania „Sadyba”);
- Zgrupowanie „Góral”.

#### Oddziały w Lasach Chojnowskich
- Zgrupowanie „Lasy Chojnowskie” (w składzie: Batalion „Grzegorz”, Kompania „Szary”, Pluton „Lanca”);
- Zgrupowanie „Gustaw” (po odwrocie z Ochoty wzmocniło jednostki w Lasach Chojnowskich).

## Struktura po przeformowaniu oddziałów w Warszawski Korpus AK
20 września 1944 roku komendant główny AK wydał rozkaz reorganizacji oddziałów powstańczych w stolicy, celem nadania im bardziej regularnego charakteru. Wykonując to polecenie pułkownik Antoni Chruściel „Monter” wydał w dniu 21 września 1944 rozkaz organizacyjny nr 32 w sprawie przekształcenia Okręgu Warszawskiego AK w Warszawski Korpus Armii Krajowej. Dowódcą korpusu został pułkownik „Monter”, podczas gdy funkcję jego zastępcy pełnił pułkownik Karol Ziemski „Wachnowski”. W skład korpusu weszły trzy dywizje. Ich numeracja nawiązywała do dywizji piechoty z okresu II RP, stacjonujących w okresie międzywojennym w Warszawie lub miastach Mazowsza. W ujęciu bardziej szczegółowym struktura korpusu była następująca: 
- 8. Dywizja Piechoty AK im. Romualda Traugutta (Żoliborz) pod dowództwem podpułkownika Mieczysława Niedzielskiego „Żywiciela”, w składzie:
  - 13. pułk piechoty AK – dowódca kapitan Witold Plechawski „Sławomir” (dotychczasowe Zgrupowanie „Żbik”);
  - 21. pułk piechoty AK „Dzieci Warszawy” – dowódca kapitan Marian Kamiński „Żaglowiec” (dotychczasowe zgrupowania „Żaglowiec” i „Żaba”);
  - 32. pułk piechoty AK – dowódca kapitan Władysław Nowakowski „Żubr” (dotychczasowe Zgrupowanie „Żubr” oraz plutony nr 225, 244 i 257 ze Zgrupowania „Żmija”);
  - 8. pułk artylerii lekkiej AK – dowódca major Kazimierz Nowacki „Żyrafa” (dotychczasowe Zgrupowanie „Żyrafa”);
  - Zgrupowanie „Żniwiarz” w dyspozycji dowódcy dywizji.
- 10. Dywizja Piechoty AK im. Macieja Rataja (Mokotów) pod dowództwem podpułkownika Józefa Rokickiego „Karola”, w składzie:
  - 28. pułk piechoty AK (dotychczasowe oddziały obwodu „Mokotów” i bataliony Pułku „Baszta”);
  - 30. pułk piechoty AK „Waligóra”;
  - 31. pułk piechoty AK (dotychczasowe oddziały z rejonów Sadyba, Czerniaków i Lasy Chojnowskie);
  - 10. pułk artylerii lekkiej AK.
- 28. Dywizja Piechoty AK im. Stefana Okrzei (Śródmieście) pod dowództwem pułkownika Franciszka Pfeiffera „Radwana”, w składzie:
  - 15. pułk piechoty AK „Wilków” (dotychczasowe zgrupowania „Chrobry II” i „Gurt” oraz Batalion „Rum” i Batalion im. Sowińskiego);
  - 36. pułk piechoty Legii Akademickiej AK (dotychczasowe zgrupowania „Bartkiewicz” i „Krybar”);
  - 72. pułk piechoty AK (dotychczasowe bataliony „Golski”, „Miłosz”, „Stefan” i „Ostoja”);
  - 28. pułk artylerii lekkiej AK;
  - w ramach dywizji działały również struktury 21. pułku piechoty „Dzieci Warszawy” AK (dowódca podpułkownik Stanisław Kamiński „Daniel”), w którego skład weszły dotychczasowe bataliony „Zaremba-Piorun”, „Ruczaj” i „Radosław”. Była to jednostka zorganizowana odrębnie od 21. pułku piechoty „Dzieci Warszawy” AK na Żoliborzu.

Powyższa lista obejmuje oddziały, które zdekonspirowano i które oddały się do niemieckiej niewoli po kapitulacji powstania. Żołnierze Kedywu wyszli z Warszawy wraz z ludnością cywilną lub w składzie innych jednostek. Żołnierze pozostałych organizacji konspiracyjnych również opuścili Warszawę w sposób niezorganizowany. Ich żołnierzom wydano legitymacje Armii Krajowej.

## Uzbrojenie

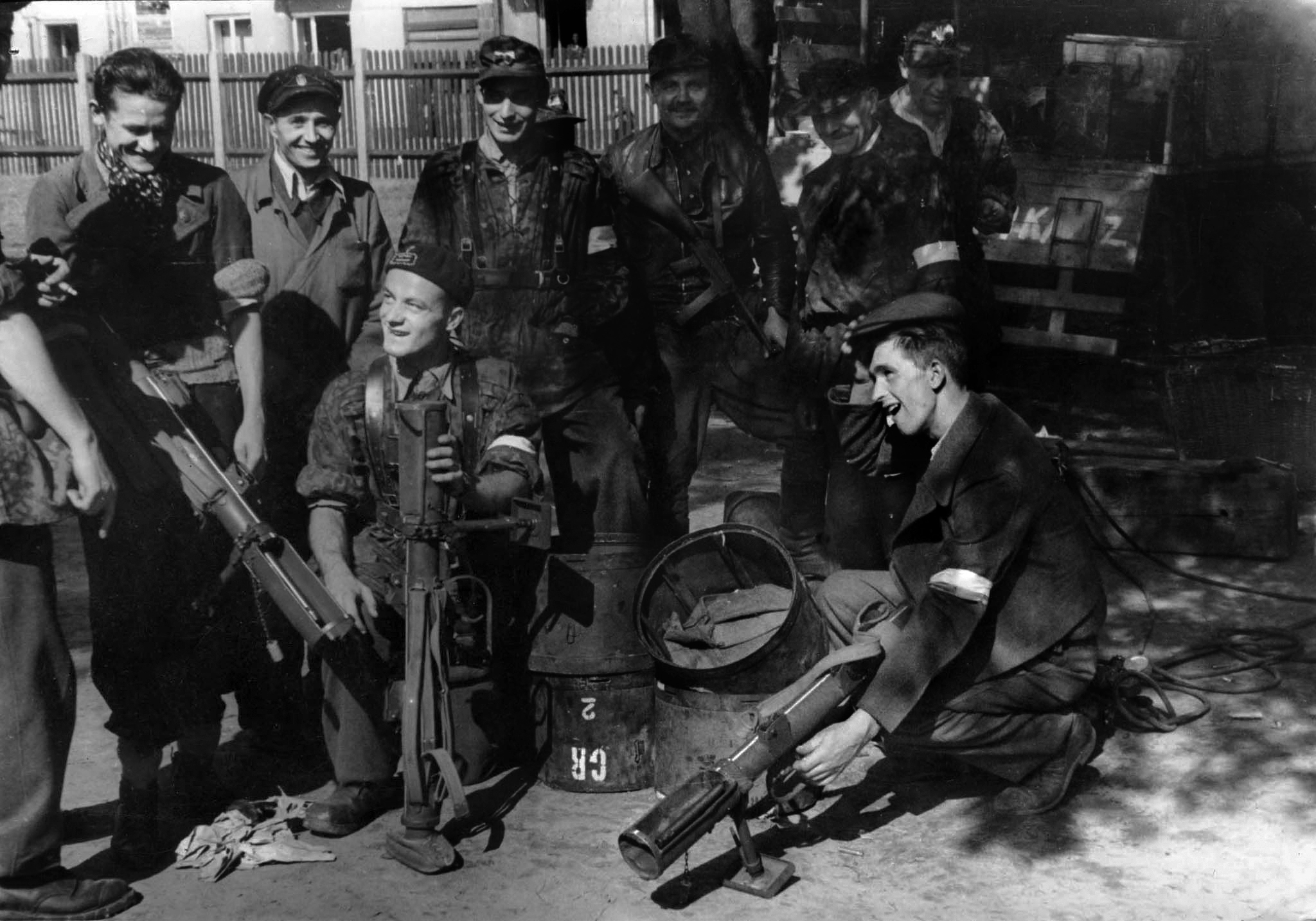
Żołnierze Batalionu „Czata 49” wyciągający z zasobników granatniki PIAT

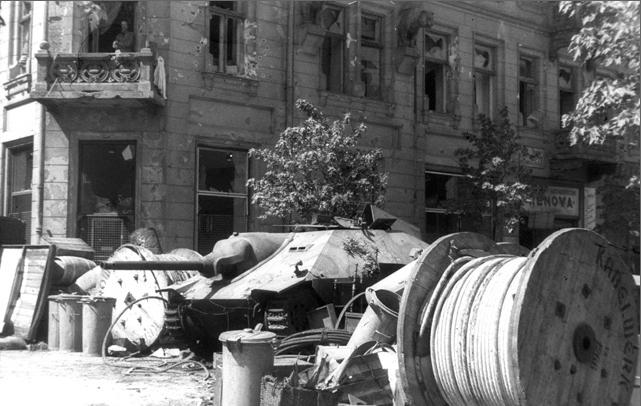
Działo pancerne „Chwat” wbudowane w barykadę na pl. Napoleona

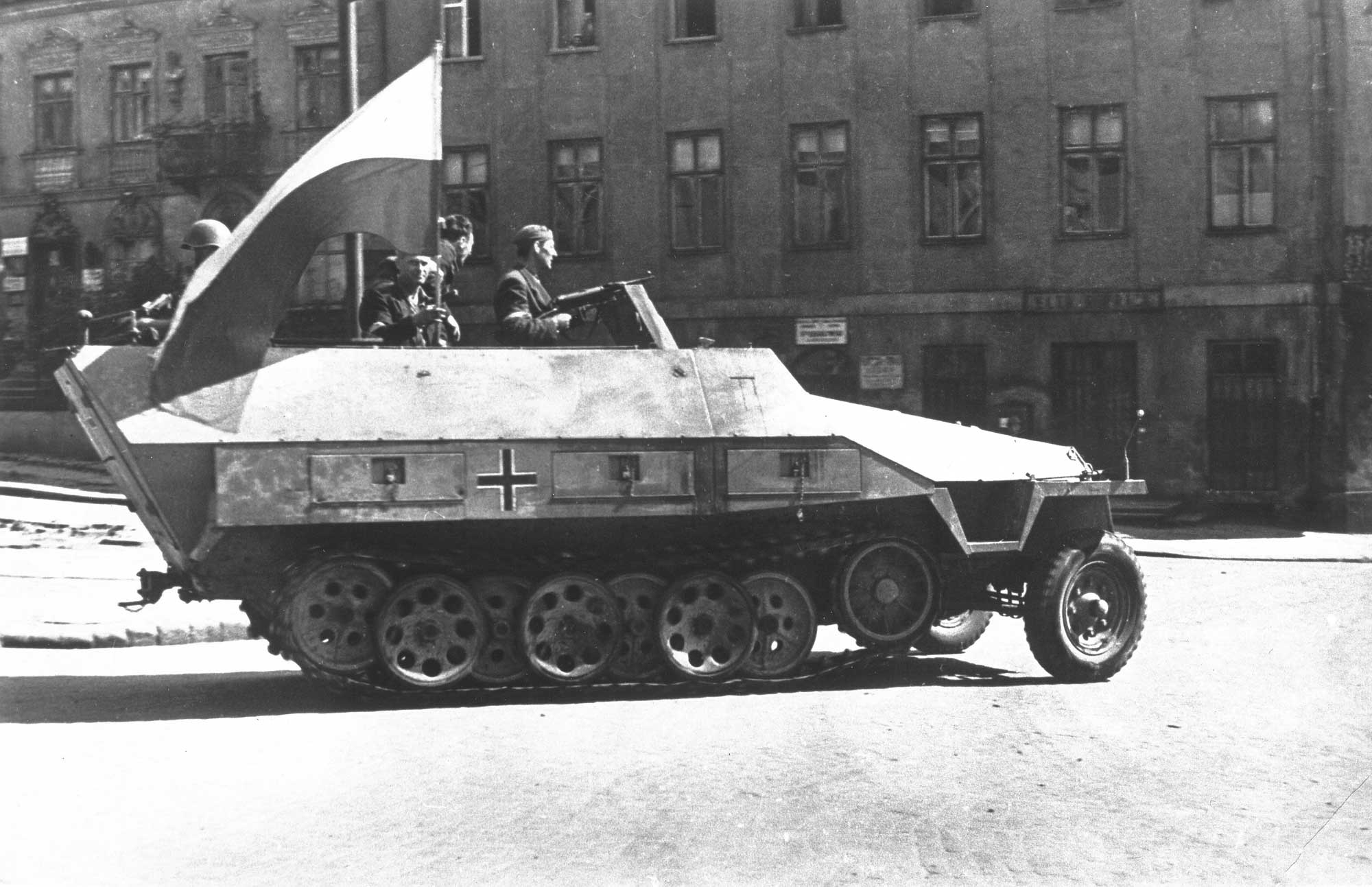
Transporter opancerzony „Szary Wilk”

Brak odpowiedniej ilości broni i amunicji był największą słabością polskich oddziałów. Żołnierzom AK brakowało w szczególności efektywnej broni przeciwpancernej, której rolę pełnić musiały w tej sytuacji butelki zapalające („koktajle Mołotowa”), granaty przeciwpancerne lub nieliczne granatniki przeciwpancerne. Niedostatecznie uzbrojone były również oddziały wystawione przez pozostałe organizacje konspiracyjne.
Na uzbrojenie oddziałów Okręgu Warszawskiego AK składała się przede wszystkim:
- broń ukryta przez oddziały Wojska Polskiego we wrześniu 1939 roku (m.in. pistolety Vis, karabiny wz. 98 i 98a, karabinki wz. 29, ręczne karabiny maszynowe Browning wz. 1928);
- broń wyprodukowana przez Armię Krajową (m.in. pistolety maszynowe Błyskawica, miotacze ognia wzór K, granaty własnej produkcji – „sidolówki” i „filipinki”, butelki zapalające);
- broń zdobyta na wojskach okupanta (m.in. pistolety P08 Parabellum, karabiny Mauser, pistolety maszynowe MP40);
- broń zakupiona od zdemoralizowanych oddziałów wojskowych i paramilitarnych państw „Osi”;
- broń pochodząca ze zrzutów alianckich (m.in. pistolety Colt M1911, pistolety maszynowe Sten, ręczne karabiny maszynowe Bren, granatniki PIAT).

Splot kilku wydarzeń spowodował, że skromne konspiracyjne zapasy broni i amunicji zostały poważnie uszczuplone jeszcze przed wybuchem powstania. W marcu 1944 dowództwo AK podjęło decyzję o wyłączeniu Warszawy z Akcji „Burza”. W rezultacie 7 lipca 1944 podpułkownik Jan Szypowski „Leśnik”, szef uzbrojenia AK, działając na podstawie rozkazu generała „Bora” wysłał do wschodnich okręgów AK blisko 900 pistoletów maszynowych „Błyskawica” z amunicją (przechowywanych dotychczas w magazynach Okręgu Warszawskiego). W dodatku pod koniec wiosny 1944 niemieckie służby bezpieczeństwa odkryły w Warszawie kilka należących do AK skrytek z dużą liczbą granatów i miotaczy płomieni. Na skutek aresztowań utracono także kontakt z częścią magazynów, w których ukrywano pistolety maszynowe wraz z amunicją. W rezultacie w dniu 1 sierpnia 1944 na stanie uzbrojenia Okręgu Warszawskiego AK znajdowało się:
- 3846 pistoletów;
- 2629 karabinów;
- 657 pistoletów maszynowych;
- 145 ręcznych karabinów maszynowych;
- 47 ciężkich karabinów maszynowych;
- 29 karabinów przeciwpancernych i granatników PIAT;
- 16 moździerzy i granatników;
- 2 działka przeciwpancerne;
- 30 miotaczy ognia;
- 43 971 granatów ręcznych i 416 granatów przeciwpancernych;
- ok. 12 tys. butelek zapalających;
- ok. 1266 kg materiałów wybuchowych.

Amunicji wystarczało na 2–3 dni walki. Teoretycznie broni starczyło, aby wyposażyć 70 plutonów o łącznej liczebności 3500 żołnierzy – tj. 10% stanu bojowego Okręgu Warszawskiego AK, zmobilizowanego faktycznie w godzinę „W” (36 500 żołnierzy).
Ze względu na dotkliwe braki w uzbrojeniu pułkownik „Monter” polecił, aby żołnierzy AK dla których zabrakło broni palnej uzbrajać w siekiery, kilofy, łomy, a następnie przydzielać do grup szturmowych jako siły pomocnicze. Dowodzącemu obwodem żoliborskim pułkownikowi „Żywicielowi” dowódca okręgu oświadczył: „musicie sobie zdobyć broń, idąc nawet z kijami i pałkami, a ci którzy są niezdolni do tego, pójdą pod sąd”. Podobne stanowisko prezentował Delegat Rządu na Kraj, Jan Stanisław Jankowski. Gdy na kilka dni przed wybuchem powstania członek konspiracyjnej Rady Jedności Narodowej, Jerzy Braun, zapytał go „co będzie, skoro nasze oddziały nie mają broni?”, Delegat odparł: „to sobie zdobędą”.
Sytuację pogarszał fakt, że zaledwie ok. 40% magazynowanej broni i amunicji zdołano dostarczyć na czas do oddziałów bojowych. Było to spowodowane splotem niekorzystnych czynników – skróceniem czasu mobilizacji oddziałów AK do 12 godzin; zajęciem obiektów, gdzie mieściły się konspiracyjne magazyny na kwatery dla maszerujących przez miasto niemieckich jednostek frontowych (Wola); wcześniejszym niż planowano wybuchem walk w niektórych dzielnicach (Wola, Żoliborz). Z zestawień sporządzonych  pod koniec września 1944 przez sztab Okręgu Warszawskiego AK wynikało, że w godzinie „W” oddziały AK ruszyły do boju uzbrojone w: 1000 karabinów, 300 pistoletów maszynowych, 60 ręcznych karabinów maszynowych, 7 ciężkich karabinów maszynowych, 35 karabinów ppanc. i PIAT-ów, 1700 pistoletów i 25 tys. granatów. Oznacza to, że w momencie wybuchu powstania liczba faktycznie uzbrojonych powstańców wahała się między 1500 a 3500 (na ok. 36 500 zmobilizowanych). Na 100 powstańców tylko czterech przystępowało do walki uzbrojonych.
W kolejnych dniach skromne powstańcze zasoby broni i amunicji były uzupełniane dzięki produkcji własnej, alianckim zrzutom oraz ze zdobyczy. Między innymi w sierpniu i wrześniu 1944 alianckie lotnictwo dostarczyło do Warszawy: 1344 szt. broni krótkiej (powstańcy odebrali 530 szt.), 3855 pistoletów maszynowych (odebrano 1523 szt.), 380 ręcznych karabinów maszynowych (odebrano 150 szt.), 237 granatników PIAT (odebrano 93 szt.), 48 882 naboje do broni krótkiej (odebrano 19 312 szt.), 3 323 998 nabojów do pistoletów maszynowych (odebrano 1 313 239 szt.), 1 907 342 naboje do ręcznych karabinów maszynowych (odebrano 753 549 szt.), 4774 pociski do PIAT-ów (odebrano 1886 szt.),  13 739 granatów ręcznych (odebrano 5427 szt.), 3115 granatów przeciwpancernych (odebrano 1230 szt.), 8460 kg plastiku (odebrano 3342 kg).
Powstańcom udało się również zdobyć lub wyprodukować kilka pojazdów pancernych. Były to:
- samochód pancerny „Kubuś” – produkcja własna;
- czołg Pz.Kpfw. V „Panther” Ausf. G – zdobyty 2 sierpnia, nazywany „Magda” (nazwa nadana przez załogę) lub „Pudel” (oficjalnie). Utracony w dniu 11 sierpnia;
- czołg Pz.Kpfw. V „Panther” Ausf. G – zdobyty 2 sierpnia, nazwany „WP”. Podpalony przez powstańców w dniu 10 sierpnia;
- działo pancerne  Jagdpanzer 38 (t) Hetzer – zdobyte 2 sierpnia, nazwane „Chwat. Działo wbudowano w barykadę;
- transporter opancerzony Sd.Kfz. 251/3 Ausf. D – zdobyty 14 sierpnia, nazwany „Szary Wilk”;
- transporter opancerzony Sd.Kfz. 251/1 Ausf. D – zdobyty 7 sierpnia, nazwany „Starówka”.

## Jednostki idące z pomocą powstaniu

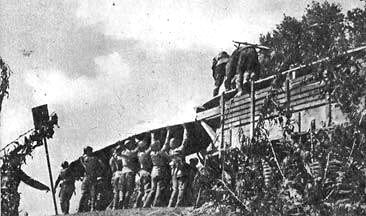
Żołnierze 1. Armii Wojska Polskiego szykujący się do desantu przez Wisłę

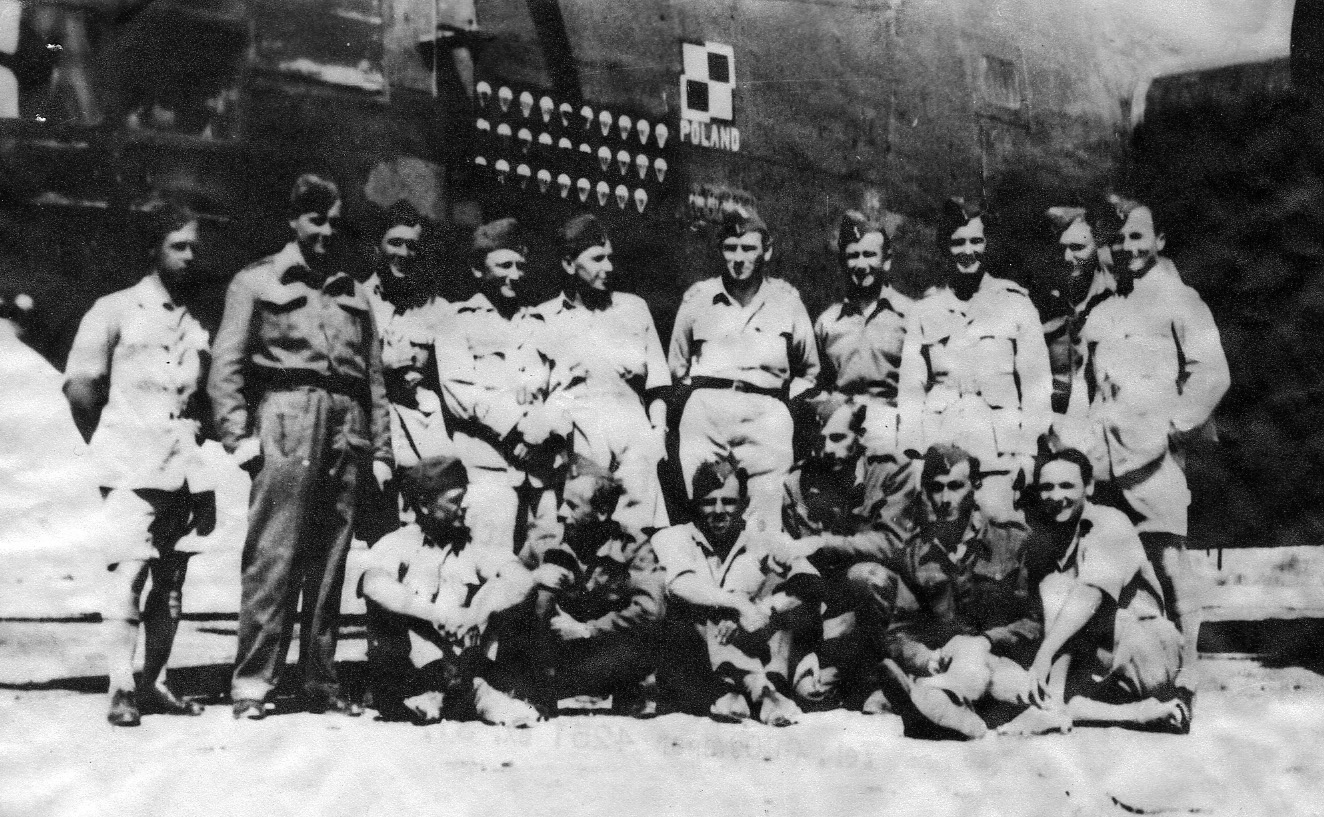
Załoga „Liberatora” z 1586. Eskadry Specjalnego Przeznaczenia po powrocie z misji nad Warszawą. Lotnisko Brindisi

Do oddziałów biorących udział w powstaniu należy także zaliczyć jednostki polskich oraz alianckich wojsk regularnych, które śpiesząc z pomocą Warszawie wzięły bezpośredni udział w walkach. 
W pierwszym rzędzie były to oddziały 1. Armii Wojska Polskiego dowodzonej przez generała Zygmunta Berlinga. We wrześniu 1944 wzięły one udział w walkach o Pragę, a następnie podjęły ograniczone próby przeprawy przez Wisłę i utworzenia przyczółków na Górnym Czerniakowie, Powiślu i Żoliborzu. W tym kontekście należy wymienić przede wszystkim:
- 8. i 9. pułki z 3. Dywizji Piechoty;
- 6. pułk z 2. Dywizji Piechoty;
- kompanię rozpoznawczą z 1. Dywizji Piechoty;
- 2. pułk bombowców nocnych „Kraków”[32] (wykonujący loty z dostawami zaopatrzenia dla powstańców)[c].

W następnej kolejności należy wymienić alianckie dywizjony lotnicze, które wykonywały zrzuty zaopatrzenia nad Warszawą i okolicznymi lasami. Owe dywizjony wchodziły w skład 205. Grupy Bombowej RAF stacjonującej w Brindisi (Włochy) oraz 8. Armii Powietrznej USA operującej z baz w Wielkiej Brytanii. W ujęciu bardziej szczegółowym były to:
- polska 1586. Eskadra Specjalnego Przeznaczenia (dawny 301. Dywizjon Bombowy im. Ziemi Pomorskiej);
- 148. Dywizjon RAF (brytyjski);
- 178. Dywizjon RAF (brytyjski);
- 31. Dywizjon SAAF (południowoafrykański);
- 34. Dywizjon SAAF (południowoafrykański);
- 95. Grupa Bombowa USAAF (amerykańska);
- 100. Grupa Bombowa USAAF (amerykańska);
- 390. Grupa Bombowa USAAF (amerykańska);
- 4. Grupa Myśliwska USAAF (amerykańska);
- 355. Grupa Myśliwska USAAF (amerykańska);
- 361. Grupa Myśliwska USAAF (amerykańska).

## Udział obcokrajowców w walkach po stronie powstańców

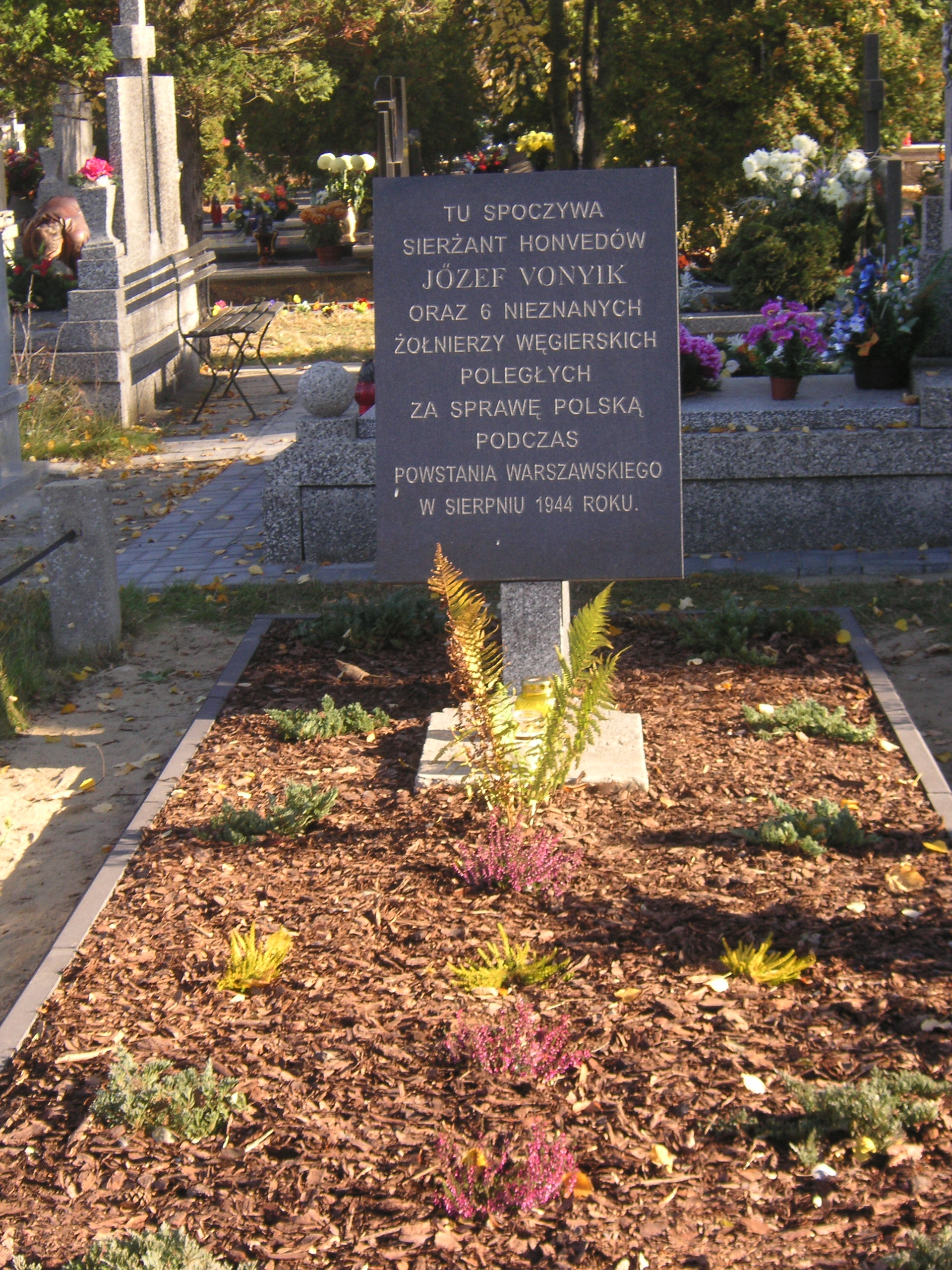
Grób w Raszynie Józefa Vonyika oraz 6 węgierskich żołnierzy, którzy polegli w powstaniu warszawskim po stronie polskiej

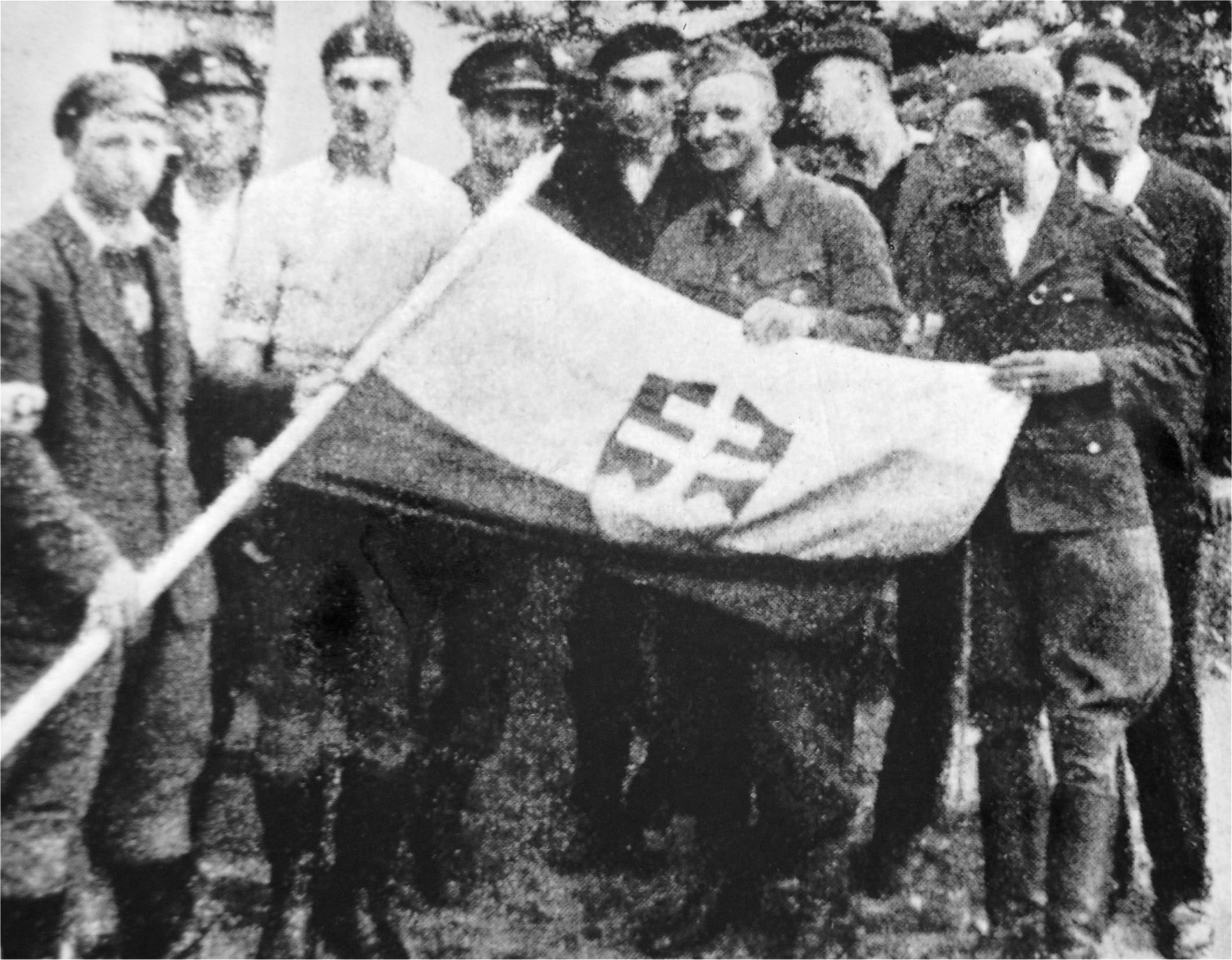
535. pluton Słowaków

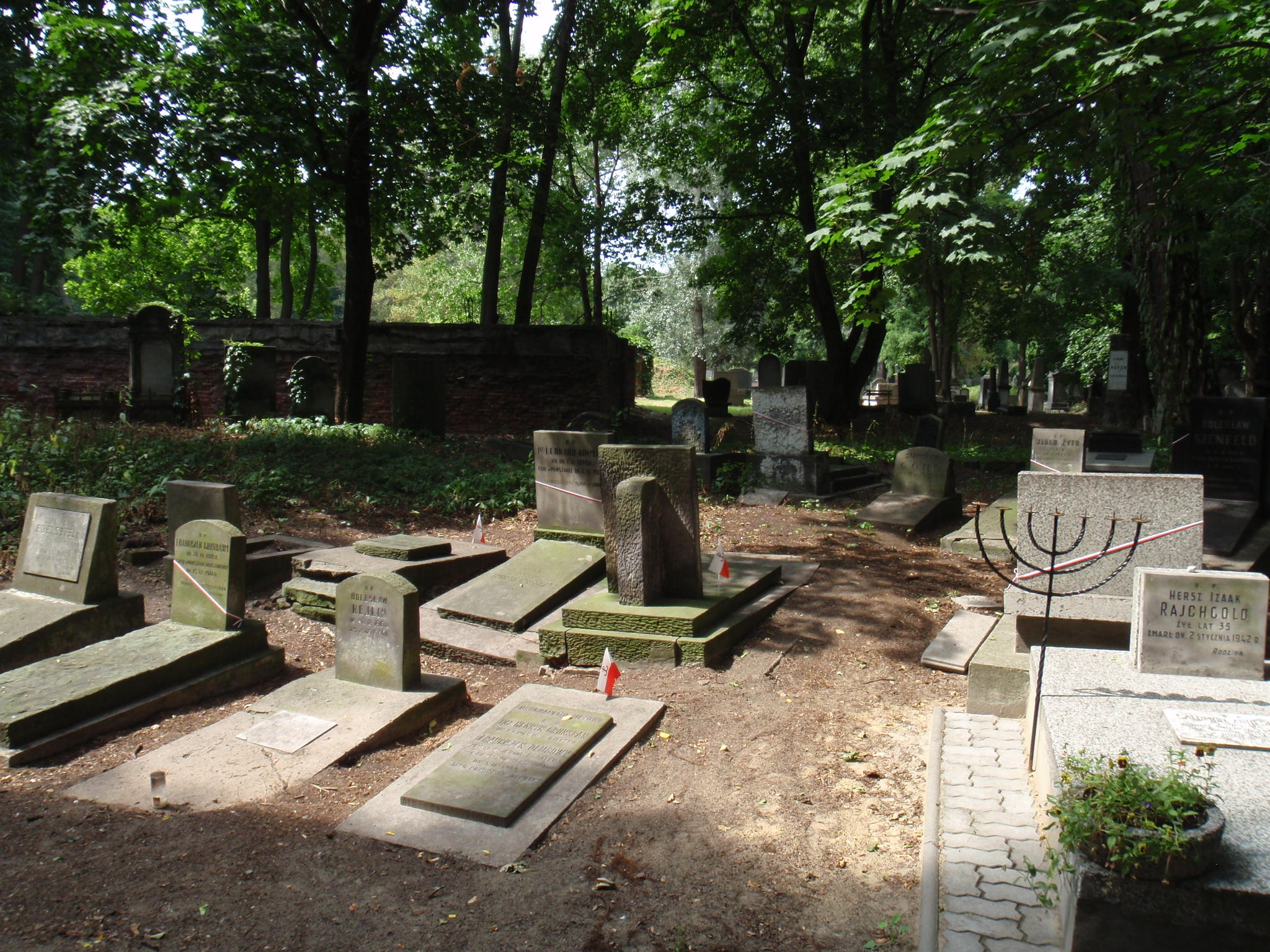
Mogiły żydowskich powstańców na cmentarzu żydowskim na Woli ozdobione z okazji rocznicy powstania

Do walki warszawiaków z niemieckim okupantem przyłączyło się kilkuset obcokrajowców. Historyk Michał Tomasz Wójciuk twierdzi, że w powstaniu walczyli przedstawiciele ponad 20 narodowości w liczbie 200–300 osób. Byli wśród nich m.in.: Węgrzy, Słowacy, Francuzi, Belgowie, Holendrzy, Grecy, Brytyjczycy, Włosi, Ormianie, Rosjanie (emigranci porewolucyjni i obywatele sowieccy), a także pojedynczy przedstawiciele innych narodów: Azer, Czech, Ukrainiec, Rumun, Australijczyk i Nigeryjczyk. Niektórzy z nich – np. pochodzący z Nigerii czarnoskóry August Agbola O’Brown – mieszkali w Warszawie przed wojną. Kolejnym przykładem są Słowacy, z których wielu pracowało w gazowni na Czerniakowie. W czasie powstania, w porozumieniu z AK, utworzyli oni 535. pluton Słowaków, który m.in. wziął udział w natarciu na Belweder w dniu 1 sierpnia 1944 roku. W powstańczych szeregach znaleźli się także niemieccy dezerterzy oraz cudzoziemcy, którzy uciekli z robót przymusowych lub obozów jenieckich.
Do walki z powstaniem Niemcy zamierzali wykorzystać sprzymierzone jednostki węgierskie, wchodzące w skład II Korpusu Rezerwowego (dowodzonego przez generała Antala Vattaya). Węgrzy mieli wzmocnić niemiecki kordon wokół Warszawy. Szybko okazało się jednak, że węgierscy żołnierze jawnie sympatyzują z Polakami. Węgrzy często oferowali Polakom broń i żywność, a ich posterunki przepuszczały polskie oddziały partyzanckie zmierzające do miasta. Co więcej, 15 sierpnia 1944 rozpoczęły się tajne pertraktacje pomiędzy Węgrami a dowództwem AK, w trakcie których stronę węgierską reprezentował szef sztabu II Korpusu, generał Beli Lengyela (były attaché wojskowy w Warszawie), a stronę polską – pułkownik Jan Stępień „Szymon” (szef mokotowskiego BIP). Ku zdumieniu powstańców Węgrzy zasugerowali gotowość do zmiany sojuszy i przystąpienia blisko 20 tys. żołnierzy węgierskich znajdujących się na terenie okupowanej Polski do walki z Niemcami. Według planu przedstawionego przez Węgrów przedstawiciel KG AK miał polecieć samolotem do Budapesztu w przebraniu węgierskiego oficera, aby przeprowadzić bezpośrednie negocjacje z regentem Horthym. Podczas kolejnego spotkania z Węgrami pułkownik Stępień oświadczył, że AK nie może im udzielić żadnych gwarancji co do powodzenia rozmów z aliantami, ponieważ równie trudna jest sytuacja Polaków. Wobec tego dowództwo węgierskie zaoferowało transport przedstawiciela AK własnym samolotem do Londynu w celu przeprowadzenia trójstronnych rozmów na ten temat z przedstawicielami aliantów. Ostatecznie rząd w Budapeszcie nakazał swoim żołnierzom nie przyłączać się do Polaków, ale również nie walczyć przeciwko nim. Wobec niechęci Węgrów do walki z Polakami niemieckie dowództwo wkrótce odwołało węgierskie dywizje z frontu nad Wisłą. Mimo to zanotowano jednak kilka przypadków walki Węgrów po polskiej stronie podczas powstania. Grób siedmiu węgierskich żołnierzy pod dowództwem Józefa Vonyika, którzy polegli w powstaniu po polskiej stronie, znajduje się w Raszynie.

Węgrzy na ogół nie kryli się ze swymi sympatiami dla walczącej Warszawy i ludność Ursynowa wysłuchała ze wzruszeniem nabożeństwa polowego, po którym orkiestra 5. węgierskiej dywizji rezerwowej odegrała polski hymn narodowy

Do powstania przyłączyła się także większość spośród 348 Żydów uwięzionych w obozie przy ul. Gęsiej  („Gęsiówka”), którzy zostali uwolnieni przez żołnierzy AK w pierwszych dniach sierpnia. Byli wśród nich obywatele Grecji, Holandii, Niemiec i Węgier. Uwolnieni Żydzi brali udział w pracach fortyfikacyjnych i pomocniczych (transportowali rannych i broń, gasili pożary). Niektórzy uczestniczyli także w działaniach bojowych. Ponadto w powstaniu wzięło udział wielu Żydów ukrywających się dotąd na terenie miasta – w tym członkowie Żydowskiej Organizacji Bojowej, którym udało się przeżyć powstanie w getcie warszawskim (m.in. Marek Edelman i Icchak Cukierman). Według niektórych źródeł liczba Żydów walczących w powstaniu warszawskim mogła osiągnąć 1000.